# بيتر اولسون
بيتر اولسون (بالسويدية: Peter Olsson)‏ هو عازف باس سويدي، ولد في 21 أكتوبر 1961 في داندريد ‏ في السويد.

## وصلات خارجية
- بيتر اولسون على موقع ميوزك برينز (الإنجليزية)